# Alain de Botton

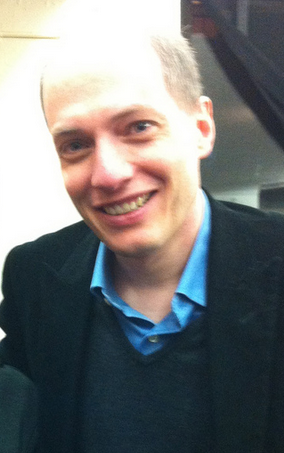
Alain de Botton (2012)

Alain de Botton (n. 20 decembrie 1969, Zürich, Elveția) este un romancier, eseist și jurnalist britanic de origine elvețiană.
În prezent trăiește în Londra. Cărțile sale, unele publicate și în România, au ajuns bestseller-uri în 30 de țări.
Este, de asemenea, producătorul și realizatorul mai multor programe de televiziune.

## Lucrări
- Essays In Love (1993) (publicat în limba română ca „Eseuri de îndrăgostit”, Humanitas, 2003)
- The Romantic Movement (1994)
- Kiss and Tell (1995)
- How Proust Can Change Your Life (1997) [Marcel Proust pentru toți]
- The Consolations of Philosophy (2000) (publicat în limba română sub titlul „Consolările filozofiei”, Curtea Veche, 2006)
- The Art of Travel (2002) [Arta de a călători]
- Status Anxiety (2004) [Teama de a nu satisface pe cei din jur]
- The Architecture of Happiness (2006) (publicat in limba română ca „Arhitectura fericirii“, Editura Vellant, 2009, traducere de Ema Stere)
- The Pleasures and Sorrows of Work (2009) [Munca, între agonie și extaz]
- A Week at the Airport (2009) [O săptămână la aeroport]